# Johannes Pistorius der Ältere

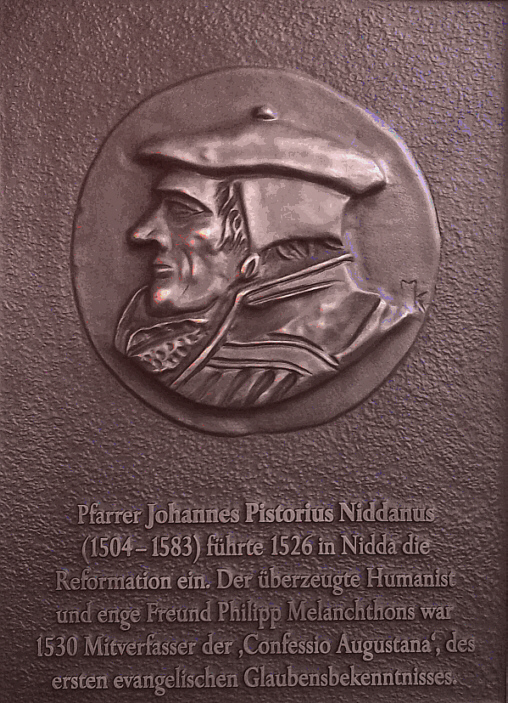
Tafel am Johannes-Pistorius-Haus in Nidda

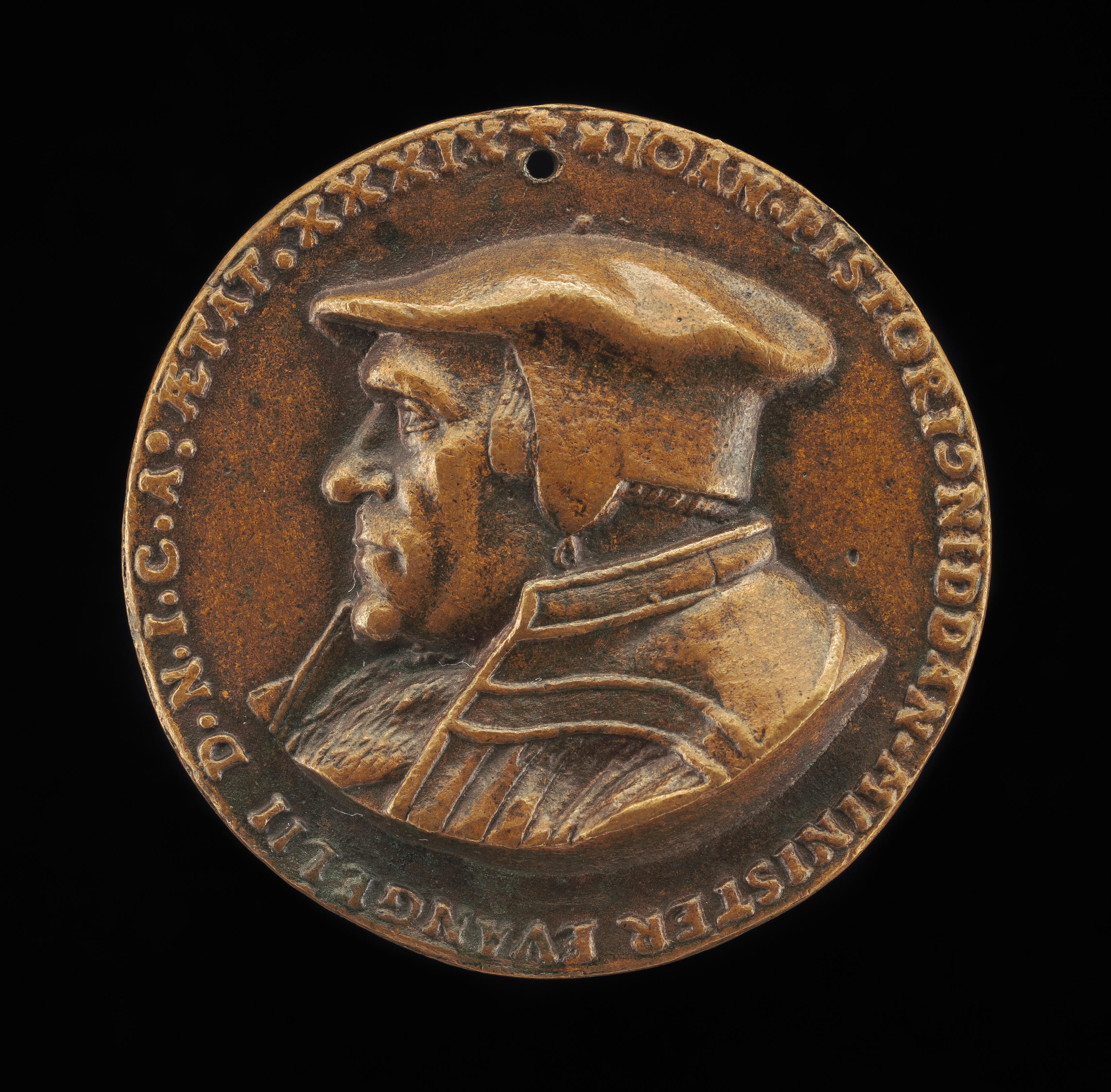
Medaille von Friedrich Hagenauer (1543)

Johannes Pistorius der Ältere (latinisiert aus Johannes Becker; * Januar 1504 in Nidda, Hessen; † 25. Januar 1583 ebenda), nach seinem Geburtsort auch Niddanus genannt, war ein deutscher Reformator und Superintendent der Diözese Alsfeld in Hessen.

## Leben
Er entstammte einer alten Niddaer Bürgerfamilie. Sein Vater Johann Becker (1476–1529) war Bürgermeister. Nach Besuch der Lateinschule in Nidda studierte der Sohn, vermutlich in Mainz, und wurde zum Dr. theol. promoviert. Bereits als katholischer Kaplan der Niddaer Johanniter-Kommende war er engagierter Mitarbeiter und Förderer der Reformation. Wie bei Philipp Melanchthon, mit dem ihn eine lebenslange Freundschaft verband, ließ die Verwurzelung im Humanismus keinen fundamentalistisch genährten religiösen Eifer zu. Tiefe Frömmigkeit und Toleranz, zum Beispiel gegenüber Juden, zeichneten ihn aus.
Pistorius war an der Abfassung der Confessio Augustana (CA) im Frühjahr 1530 beteiligt, so bezeugt durch seinen späteren Nachfolger im Amt des Superintendenten Georg Nigrinus: „Anno 30 ... ward dies Bekanntnus erstlich auf Befehl des Churfürsten von Sachsen von Luthero entworffen und in 17 Artikel verfaßt, danach wurd sie Philippo <Melanchthon> und seinen Adjunkten, darunter auch Brentius, Schnepfius, Pistorius und anderen unter die Hand getan, sie in ein Form und Bekanntnus zu bringen.“ Pistorius der Ältere besaß seit Augsburg ein lateinisches und deutsches Belegexemplar der heute verschollenen Ur-CA von 1530.
1535 heiratete er Margaretha (* 1. Februar 1516; † 24. Mai 1560), die Tochter des Konrad Schreiber, Schreibers der Stadt Nidda. Er hatte mit ihr fünf Söhne und drei Töchter, darunter Johannes Pistorius den Jüngeren.
Nach der Bigamieaffäre Philipps von Hessen wurde Pistorius 1541 (bis 1580) Superintendent der Diözese Alsfeld, wohnte aber weiter in Nidda. Als Vertreter der protestantischen Seite nahm er mit Melanchthon und Martin Bucer am Wormser Religionsgespräch von 1540/41 und Regensburger Religionsgespräch von 1546 teil. Im Jahr 1555 suchte eine Pestepidemie Nidda heim. 300 Menschen fielen ihr zum Opfer, darunter innerhalb von nur 19 Tagen fünf der acht Kinder der Eheleute Pistorius. Da zwei Kinder schon zuvor jung verstorben waren, blieb der neunjährige Johannes der Jüngere allein übrig. Befreundete Pfarrer schrieben in einem Trauergedicht (aus dem Lateinischen): „<In der Pestzeit> hast du den ehrenvollen Dienst eines treuen Pfarrers versehen, indem du unausgesetzt die dir anvertraute Herde gut gehütet hast. Warum erregte der ekelhafte Pestgestank bei dir kein Erbrechen? Deine Liebe zur Herde hat damals den Pesthauch besiegt.“ Ein Unfall nahm ihm 1560 seine Ehefrau Margaretha.
Nach dem Wormser Religionsgespräch von 1557 belastete Pistorius der zunehmende Richtungsstreit zwischen lutherischer Orthodoxie und Philippisten. Er wurde als Kryptocalvinist verdächtigt, weil er unter anderem die Konkordienformel ablehnte. Als Zeitzeuge der Reformationszeit, der Martin Luther († 1546) und Philipp Melanchthon († 1560) um Jahrzehnte überlebte, verfasste er bis 1580 eine Reformationsgeschichte. Das Manuskript und die wertvolle Bibliothek mit der Ur-CA erbte sein Sohn Johannes der Jüngere, zu dem der Vater zeitlebens ein herzliches Verhältnis hatte. 
Johannes Pistorius der Ältere starb am 25. Januar 1583 in seiner Heimatstadt Nidda und wurde in der Johanniterkirche bestattet. Die Inschrift auf dem Grabstein, den ihm Johannes der Jüngere errichten ließ, ist überliefert (aus dem Lateinischen): „Dem durch seine ausgezeichnete Gelehrsamkeit und Frömmigkeit weitberühmten Manne Dr. Johannes Pistorius dem Älteren von Nidda, dem Superintendenten des Hessenlandes und Pfarrer, dem Beschützer der Armen und der Zierde seiner Heimat und ganz Deutschlands, nachdem er 60 Jahre lang daheim in Hessen und außerhalb auf Reichstagen damit verbracht hatte, die Religion zu fördern, ... hat dessen einziger Sohn Johannes Pistorius, Doktor der Medizin, zur Bezeigung seiner dankbaren Gesinnung um den so hoch verdienten Vater, tiefbetrübt dieses Denkmal errichtet. Er starb zu Nidda im Jahr 1583 n. Chr., am 25. Januar, nachmittags um 2 Uhr.“
Am 30. Oktober 2011 wurde in Nidda das „Johannes-Pistorius-Haus“ der Evangelischen Kirchengemeinde eröffnet.

## Werke
Seine einzige bekannte gedruckte Schrift ist die Vorrede in: Michael Eychler: Christlicher...Bericht, wie Pfarrherren in dieser pestilentzischen Zeit und auch sonsten, die armen krancken Leut ohne Gefahr alle besuchen und trösten können.... 1578, Herzog August Bibliothek: A2r-B3v 8°